# Scynkogekon środkowoazjatycki
Scynkogekon środkowoazjatycki, gekon scynkowy (Teratoscincus scincus) – gatunek jaszczurki z rodziny Sphaerodactylidae.

## Systematyka
Dawniej za podgatunki Teratoscincus scincus uznawane były: T. keyserlingii i T. rustamowi.

## Wygląd
Nieduży gekon osiągający długość do 10 cm. Głowa duża, krępa. Ogon smukły z nietypowym układem łusek. Oczy posiadają ruchome powieki. Łapy bez przylg, zakończone pazurkami. Ubarwienie ciała zmienia się z wiekiem gada. Młode są brązowe, z poprzecznymi żółtymi pręgami. Z wiekiem gekon staje się prawie cały żółty.

## Zasięg występowania
Zamieszkuje tereny suche – półpustynie i stepy. Można go spotkać na obszarze od skrajnie północnego Iranu poprzez Turkmenistan, Uzbekistan, do południowego Kazachstanu i skrajnie zachodnich Chin. Prowadzi nocny tryb życia.

## Pożywienie
W naturze żywią się pająkami, dużymi owadami, małymi gryzoniami. Podczas hodowli warto jak najobficiej urozmaicać pokarm (np. ćmy, muchy, koniki polne). Trzeba pamiętać, że owady z odłowu mogą przenosić pasożyty, bakterie, grzyby czy roztocza.

## Terrarium
Terrarium nie musi być wysokie. Natomiast musi być wentylowane. Optymalne wymiary 60/50/60 cm (długość/głębokość/wysokość). Im większe tym bardziej komfortowo będą się czuły. Mata grzewcza lub kamienie podgrzewane. Jako podłoże najlepiej stosować włókno kokosowe. Musi posiadać kilka kryjówek.
OświetlenieNajlepiej stosować promiennik podczerwieni (50/75 W), zależnie od wielkości terrarium. Lampy UVB niewymagane.
TemperaturaW granicach 26–30 °C, punktowo nawet do 40 °C (noc 22–25 °C).
Wilgotność powietrzaNa poziomie 70% (2 razy dziennie lub częściej zwilżamy terrarium).